# Данијел Гудфелоу
Данијел Гудфелоу (енгл. Daniel Goodfellow; Кембриџ, 19. октобар 1996) елитни је британски скакач у воду чија специјалност су углавном синхронизовани и појединачни скокови са торња са висине од 10 метара. 
Највећи успех у каријери остварио је на Летњим олимпијским играма 2016. у Рио де Жанеиру где је у пару са Томом Дејлијем освојио сребрну медаљу у синхронизованим скоковима са торња. Уочи олимпијских игара у истој дисциплини освојио је бронзану на светском купу у Рио де Жанеиру и сребро на европском првенству у Лондону, а професионалну каријеру започео је освајањем злата на европском првенству за јуниоре 2013. у појединачним скоковима са торња. 